# Grenze zwischen Kamerun und Nigeria

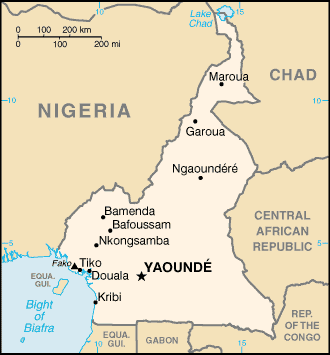
Kamerun, die Grenze zu Nigeria links

Die Grenze zwischen Kamerun und Nigeria trennt als internationale Land- und Seegrenze diese beiden Staaten. Die Länge der Landgrenze wird mit 1690 km oder mit 1975 km angegeben. Sie verläuft vom Dreiländereck mit dem Tschad zum Atlantischen Ozean (Bucht von Bonny).

## Geschichte
Die verschiedenen britischen Protektoratsgebiete in Nigeria wurden 1914 zur Kolonie Nigeria vereinigt. Das Deutsche Reich hatte ab 1884 Gebietsansprüche in Kamerun erhoben und in der Folge auch durchgesetzt. Im April 1885 unterzeichneten das Vereinigte Königreich und das Deutsche Reich einen Vertrag, der in den Südteilen von Nigeria und Kamerun die Grenze auf den Rio del Rey und den Cross River festlegte. Im Juli/August 1886 wurde die Grenzziehung nach Norden bis Yola ausgedehnt. In einem weiteren Vertrag vom 1. Juli 1890 wurde wegen Differenzen über den Verlauf der Flüsse der südliche Verlauf der Grenze modifiziert, eine weitere Vereinbarung vom 14. April 1893 folgte. Ein Abkommen vom 15. November 1893 fixierte den weiteren Grenzverlauf bis in den Tschadsee, eine Detailfestlegung folgte am 19. März 1906. Weitere Grenzvereinbarungen folgte im Februar/März 1909 und im März/April 1913.

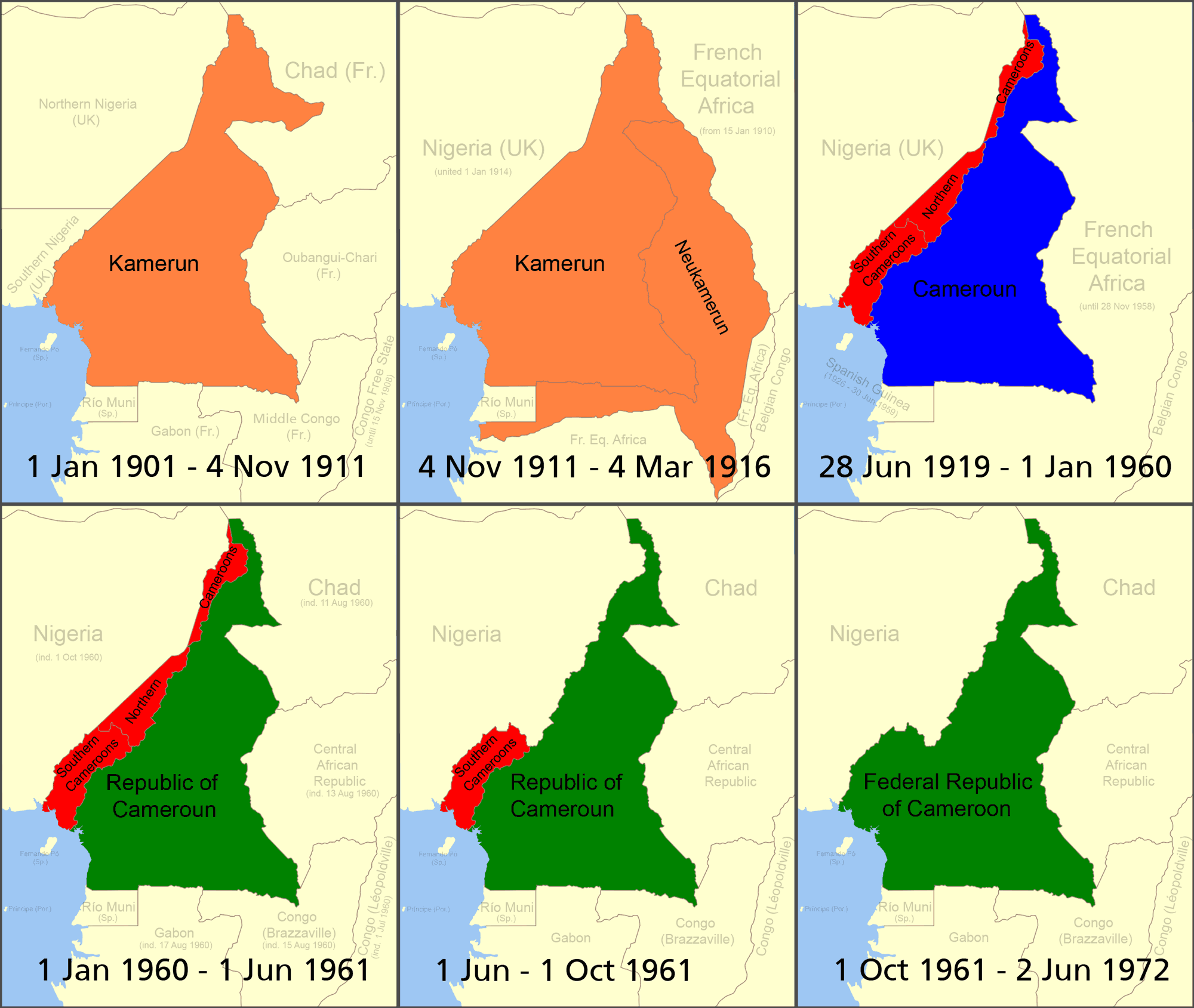
Wechselnde Grenzverläufe von Kamerun

Im Ersten Weltkrieg wurden die deutschen Truppen in Kamerun 1916 definitiv geschlagen. Als Kriegsfolge verlor das Deutsche Reich die Kolonie (Artikel 119 ff. Versailler Vertrag) und Kamerun wurde 1923 unter Treuhandverwaltung des Völkerbunds gestellt. Der größte Teil Kameruns wurde dann französisches Mandatsgebiet, ein Gebietsstreifen im Westen als Nord- und Südkamerun (Cameroons) britisches Mandatsgebiet, das gemeinsam mit Nigeria verwaltet wurde. 1946 wurden die Völkerbundsmandate in UN-Mandate umgewandelt. Die Entkolonialisierung brachte Kamerun im Januar 1960 und Nigeria im Oktober 1960 die Unabhängigkeit. Volksabstimmungen im Februar 1961 führten dazu, dass sich das britisch verwaltete Nordkamerun Nigeria anschloss und das ebenfalls britisch verwaltete Südkamerun mit dem früheren französischen Mandatsgebiet der Föderativen Republik Kamerun. In der Falge kam es zu mehreren Abspaltungsversuchen als Republik Ambazonia, die bis in die jüngste Zeit andauerten.

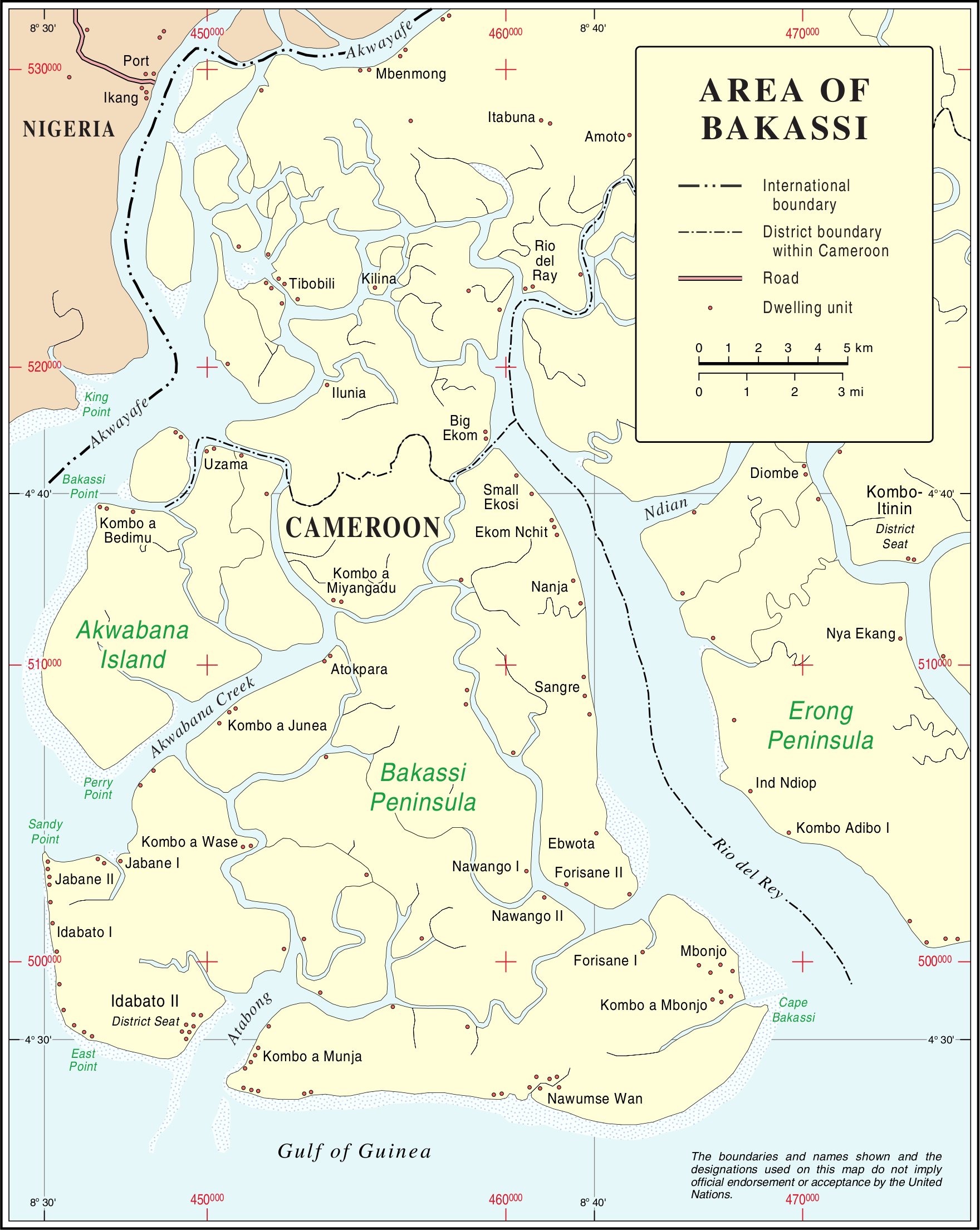
Die Bakassi-Halbinsel

Der schon lange schwelende Konflikt um die Bakassi-Halbinsel wurde 1994 vor den Internationalen Gerichtshof gebracht, der 2002 entschied, dass das Gebiet zu Kamerun gehört. In der Folge erfolgte 2006/08 die Übergabe an Kamerun. Der Norden des Grenzgebiets ist von den Boko-Haram-Unruhen betroffen.

## Grenzverlauf

Der Cross-River-Nationalpark

Die Grenze beginnt im Norden am Dreiländereck mit dem Tschad im Tschadsee und setzt sich geradlinig zum Ästuar de Ebedi-Flusses fort. Sie folgt dann dem Ebedi nach Südosten, setzt sich südlich mit einer Abfolge unregelmäßiger Linien und in mehreren kleineren Flüssen wie der Kalia nach Süden fort. Etwa auf der nördlichen Breite von 11°30‘ biegt der Grenzverlauf nach Südwesten ab, umgeht das nigerianische Banki südlich und verläuft weiter im Mandara-Gebirge nach Südwesten, quert dabei den Benue, den größten Nebenfluss des Niger, und setzt sich in den Atlantika-Bergen fort. Sie erreicht das Hochland von Adamaua und wendet sich dort in unregelmäßigen Linien nach Westen, folgt dabei abschnittsweise den Flüssen Donga und Gamana, einem Zufluss des Katsina Ala, und führt weiter nach Südwesten über die Sankwala-Berge im Cross-River-Nationalpark zur Bucht von Bonny westlich der Bakassi-Halbinsel.

## Orte in Grenznähe

### Kamerun
- Bri
- Bodo
- Blame
- Afade
- Diba
- Limani
- Ndoughoula
- Ziguague
- Bounderi
- Banki
- Mogode
- Demsa
- Gerele
- Mbaga
- Beka
- Tchamba
- Balkosa
- Salpeo
- Dodeo
- Abong
- Tamian
- Loua
- Adere
- Abatoum
- Esengi
- Obonye
- Mbenmong

### Nigeria
- Dambaru
- Ngala
- Rann
- Gilego
- Kumshe
- Backi
- Madagali
- Musuma
- Maiha
- Wuro Bokka
- Belel
- Konkul
- Gurin
- Buli
- Sampa
- Kojoli
- Tapare
- Djawe
- Kanyaka
- Mbarka Manga
- Tosso
- Lissam Sambo
- Pambo
- Okwa
- Danare
- Okuri
- Esuokon
- Ikang